# Lexus IS
La Lexus IS è una berlina compatta di classe media, prodotta dalla casa automobilistica giapponese Toyota dal 1998 in tre diverse generazioni e commercializzata in Europa sotto il marchio Lexus. La prima generazione era solo una Toyota Altezza rimarchiata, mentre dalla seconda generazione vengono prodotte come Lexus vere e proprie.

## Prima serie (1998-2005)
La prima serie comprendeva i modelli IS 200 e IS 300, dalla cilindrata dei motori in linea a sei cilindri che equipaggiavano l'auto. In Italia è stata commercializzata solo la IS 200. In Europa, inoltre, erano previsti tre allestimenti (tra cui la Sport dotata di LSD).
In Giappone è sempre stata commercializzata come Toyota Altezza. Essa si distingueva per le sofisticate sospensioni a triangoli sovrapposti, architettura di stretta derivazione agonistica, le cui virtù sono state impiegate dagli ingegneri per incrementare il comfort senza penalizzare minimamente la tenuta di strada.
Nell'ottobre del 2002 venne lanciata nel mercato italiano la versione familiare della Lexus IS: un'autentica novità in quanto prima station wagon prodotta dalla casa nipponica. Veniva proposta in tre, ricchi livelli di allestimento: Base, (già completa di climatizzatore automatico, radio cd con caricatore da 6 cd e sensori pioggia/luci), Silver, (con l'aggiunta dei sedili riscaldabili in pelle e dei fari allo xeno) e Plus, (con navigatore satellitare, tetto apribile e sensori di parcheggio). Le sue misure erano di 4.500 mm di lunghezza, 1.720 di larghezza e 1.430 di altezza.
Come era avvenuto anche per la berlina, in Italia venne commercializzata la sola "200", dotata del sei cilindri in linea da 2000 cm³ (1G-FE). Nel resto dell'Europa venne venduta anche la versione "300" dotata del 2JZ-GE (quindi 6 cilindri in linea di 3.0 litri), con cambio automatico di serie.
Il prezzo di listino era concorrenziale rispetto alle sue dirette rivali, (l'Audi A4, la BMW Serie 3 e la Mercedes-Benz Classe C); la qualità costruttiva era eccellente, in linea con la fama del marchio. Tuttavia, la linea forse fin troppo particolare, con la coda molto spiovente e il paraurti posteriore fortemente sporgente, di gusto tipicamente giapponese e l'assenza di un motore diesel, furono molto probabilmente le cause maggiori che ne limitarono fortemente le vendite.
Uscì di scena nel dicembre del 2005, a soli tre anni dal lancio.

## Seconda serie (2005-2013)

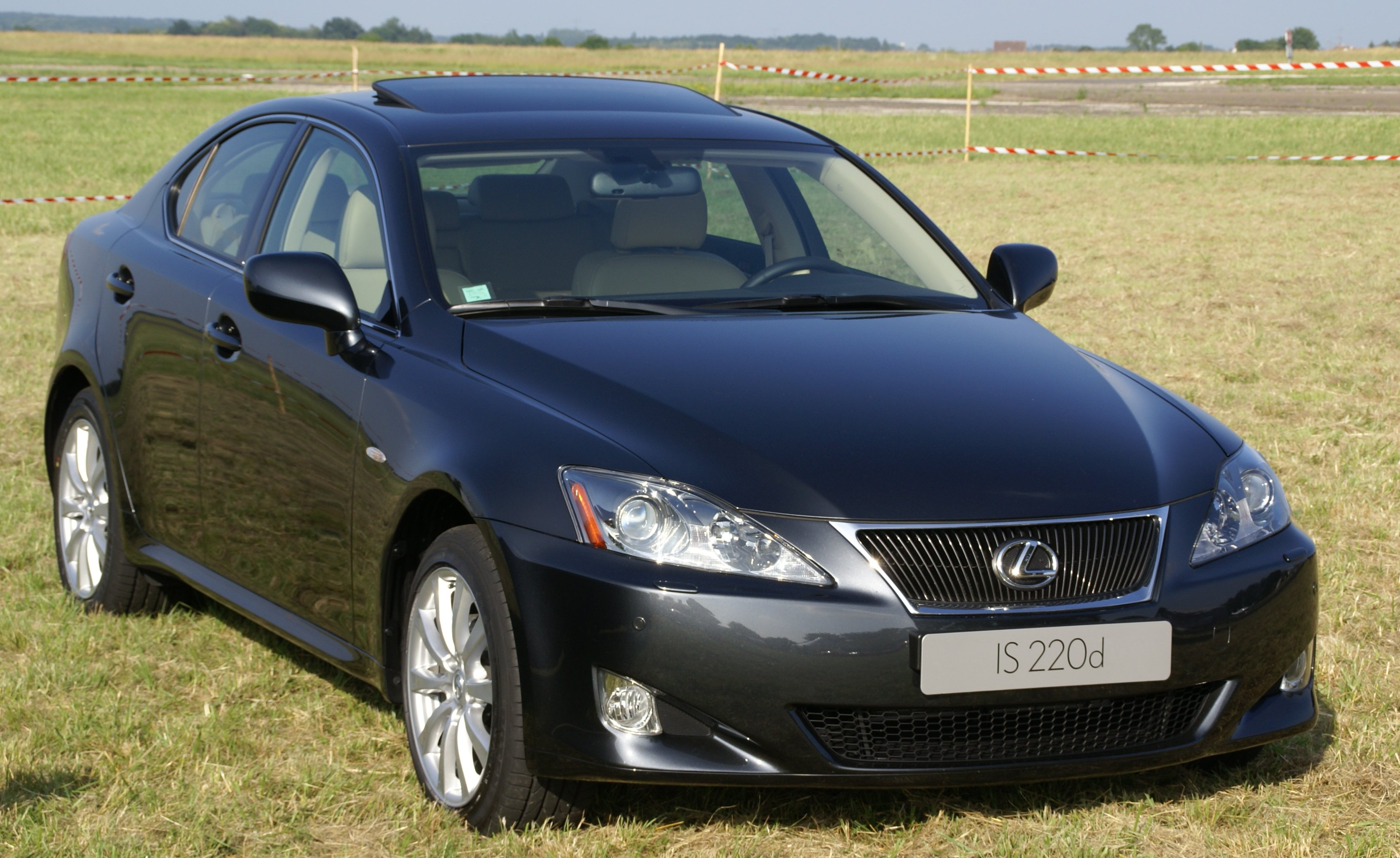
Lexus IS seconda serie del 2007

Nel 2005 è stata introdotta la seconda serie con i modelli IS 250, IS 350 e IS 220d di cui l'ultimo dotato di motore Diesel, utilizzato anche su alcuni modelli Toyota, e dotato di 177 CV.
In seguito è stata anche lanciata la versione sportiva denominata IS-F (dove la F sta per Fuji, circuito automobilistico di proprietà della Toyota) equipaggiata con un motore benzina V8 da 4.969 cm³ in grado di sviluppare 423 CV. È dotata di un cambio automatico a 8 rapporti, utilizzabile sia in modalità completamente automatica sia in modalità manuale tramite due palette posti sul volante.
Nel 2006 la seconda serie è stata sottoposta ai crash test dell'Euro NCAP ottenendo il risultato di 5 stelle.

## Terza serie (dal 2013)
Nel 2013 la seconda generazione lascia il posto alla terza, caratterizzata da linee taglienti e scolpite e, a differenza della precedente, è disponibile solo con un 2.5 a benzina a ciclo Miller in combinazione a un motore elettrico, che insieme sviluppano una potenza di 223 CV.
L'autovettura ha ricevuto un restyling nel 2016.